# Academia Militar de Medicina
La Academia Militar de Medicina (AMMED) o Academia Militar de Medicina General en Jefe Ezequiel Zamora es un centro de formación militar superior de Venezuela cuya sede principal está ubicada en Fuerte Tiuna y la otra sede en el Hospital Militar Dr. Carlos Arvelo, Caracas, Distrito Capital. Es una de las siete academias que integran la Universidad Militar Bolivariana de Venezuela (UMBV). 
La Academia Militar de Medicina, forma a cadetes en uno de los cinco componentes de la Fuerza Armada Nacional Bolivariana (Ejército Bolivariano, Armada Bolivariana, Aviación Militar Bolivariana y Guardia Nacional Bolivariana) dentro de la UMBV. Los mismos egresan con el grado de teniente o teniente de corbeta y obtienen el título de Médicos Cirujanos Militares.

## Historia
La Academia Militar de Medicina fue creada por mandato del presidente de Venezuela, Nicolás Maduro, y de la entonces ministra del Poder Popular para la Defensa, Carmen Meléndez, bajo la resolución publicada en la Gaceta Oficial Nro. 40.492 el 8 de septiembre de 2014. El nuevo instituto de educación superior está adscrito al Centro de Estudios para Ciencias de la Salud de la Universidad Militar Bolivariana de Venezuela.

## Carrera
Los cadetes que se forman en la Academia Militar de Medicina, egresan como médico cirujano militar, para desempeñarse en las diferentes unidades operativas, administrativas y hospitales militares, en las áreas de prevención, diagnóstico, tratamiento y sanación de las diferentes patologías de la salud del personal militar, familiares y del pueblo en general, en cooperación con los planes de salud pública nacionales.

## Himno
CORO
Entre cumbre de luchas y gloria
Mi misión de servicio nació
Mi pasión de servir, salvar vidas será
A mi pueblo virtud y honor
A mi patria serviré y mi alma entregaré
Comandante Hugo Chávez fundador.
I
Es la ciencia la luz que nos guía
Médico Cirujano Militar
Conformamos los cuatro componentes
De la Fuerza Armada Nacional
Centinelas socialistas vuestras leyes cumpliré
Al servicio de la patria y de la vida
La justicia y verdad aguardaré.
II
Cruzaremos fronteras y mares
Asegurando salud a la nación
Nuestro mar, nuestra tierra, nuestro cielo
Serán testigos de nuestra misión
Latinoamérica por ti la vida será prioridad
Trabajando sin deseos de lucro
Con respeto, excelencia e igualdad.
III
En mi pecho yo llevo un escudo
En mi mente la más alta moral
En mis manos llevo a Venezuela
Como guardián de la salud nacional
Siempre siendo fiel a dios y a nuestro Gran Libertador
Disciplina constancia y esfuerzo
Son las bases de mi formación.